# Sguta

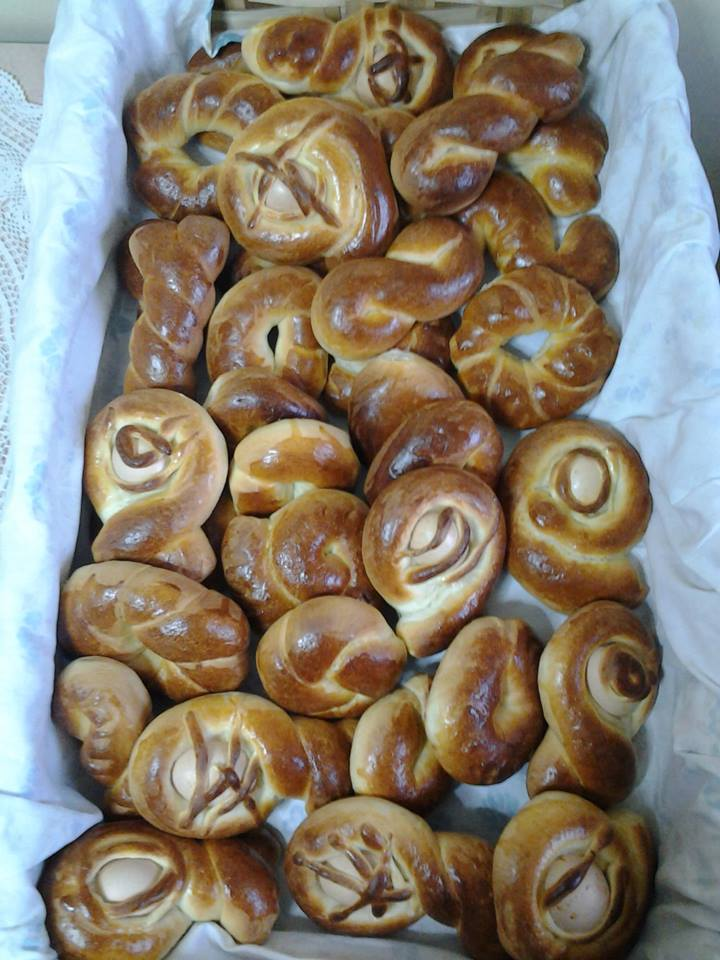
Sgute

La sguta o 'nguta, guta, cuzzùpe, cudduraci, cucùli, cuccùli, cuiùri è un caratteristico dolce calabrese, viene chiamata con nomi diversi e preparata con varie componenti di farine e forme anche in maniera diversa. Nella tradizione cristiana questo dolce ha la valenza simbolica, per sottolineare la festa della resurrezione di Cristo. Componente decorativo del dolce è l'uovo,  simbolo della natura, della fertilità e segno del ritorno alla vita.  Viene prodotto un po' ovunque su tutto il territorio della  Calabria, in particolare nella Locride e nella provincia di Reggio Calabria. La sguta come vuole la tradizione si prepara la settimana che precede la domenica di Pasqua e in particolar modo viene consumata tutta la Settimana Santa fino al giorno di Pasquetta.
La sguta, dolce tipico calabrese è inserito nell'Elenco Nazionale dei Prodotti Agroalimentari Tradizionali (elenco PAT Calabria al numero 207), dal Ministero delle politiche agricole alimentari e forestali.

## Descrizione
La sguta tradizionale ha forma di una piccola ciambella, con l'uovo al centro. Gli ingredienti per la realizzazione dell'impasto sono: farina, olio, uova, latte, zucchero, acqua e lievito madre oppure lievito di birra. Una volta che l'impasto è compatto lo si mette a lievitare in un luogo asciutto per un periodo di tempo che va dalle 4 alle 8 ore. Dopo che l'impasto è lievitato si fanno le ciambelle di diverse forme e grandezze, leggermente decorate, al centro si mette un uovo e vengono messe a cuocere nel forno. Una volta acquistato il colore dorato la sguta è pronta al consumo.
Anticamente e ancora oggi la sguta viene prodotta in particolare nelle famiglie, si trovano anche nei panifici e nelle pasticcerie.